# Tommy Vee
Tommy Vee, pseudonimo di Tommaso Vianello (Venezia, 21 luglio 1973), è un disc jockey e produttore discografico italiano.
È collaboratore di Dj Keller nel team Moltosugo, che assieme a Mauro Ferrucci ha firmato parecchie produzioni house. È inoltre proprietario assieme a Ferrucci di Airplane!Europe. Lo stesso team dal 2019 ha adottato lo pseudonimo Plaster Hands.

## Biografia
Ha cominciato a muovere i primi passi nel mondo della musica all'età di 14 anni, quando gli fu regalato il primo giradischi. All'inizio i suoi pezzi si concentravano in particolare nella musica house e underground. Nel 1998 ha avviato, parallelamente a quella di dj, anche la carriera di produttore, lanciando il suo primo successo, Laguna. L'anno seguente ha fondato, con la collaborazione di altri disc-jockey, il gruppo di produzione "Moltosugo", con il quale ha firmato numerosi pezzi tra i quali spicca "Activate" e "Aadizookaanag".
Nel 2004 partecipa alla quarta edizione del Grande Fratello. Particolarmente fortunato nel 2004 è stato il remix de La Serenissima, brano dell'orchestra strumentale Rondò Veneziano, la cui versione vocal, che ha preso il nome di Stay, è riuscita a raggiungere l'ottava posizione nella top ten italiana, risultando poi il trentaduesimo singolo più venduto di quell'anno. Nel 2005 ha pubblicato, per l'etichetta discografica Airplane!, il suo primo album, First! improntato sul genere dance con sfumature techno/house. Tra gli estratti più importanti c'era Anthouse (Don't Be Blind), che nell'estate di quell'anno ha raggiunto la diciannovesima posizione nella classifica italiana dei singoli.
Anche l'album ha riscosso un buon successo commerciale, raggiungendo nella classifica italiana la quinta posizione. Al 2006 risale la sua prima esperienza come conduttore televisivo affiancando Federica Fontana alla conduzione di Bar Wars, in onda su Sky Vivo. Il 2 giugno 2007 ha aperto il concerto della popstar Laura Pausini al San Siro di Milano. Tra il 2007 e il 2008 ha condotto il programma Talent1, in onda su Italia 1, insieme a Ciccio Valenti e a Laura Forgia, programma che tra la notte del 31 dicembre 2007 e il 1º gennaio 2008 è andato in onda con una puntata speciale intitolata Talent1 Night, la notte dei talenti per aspettare il capodanno 2008. Nel 2007 ha prodotto alcuni brani per Paola & Chiara. Due anni dopo, nel 2009, ha affiancato Cristina Chiabotto nella conduzione di The Look of the Year.
Nel 2010 è entrato a far parte del cast del Saturday Night Live from Milano, in onda su Italia 1. Nel 2012 esce il singolo Press Play in collaborazione con Mr.V e Miss Patty. Nel 2014 esce il singolo This Time in collaborazione con Mauro Ferrucci e Keller. Nel 2023 il suo nuovo singolo Dance Now! è selezionato tra i brani della Papeete Beach Summer Compilation 2023 - Vol.36.

## Discografia

### Album in studio
- 2004 - Tommy Vee Selections Vol. 1
- 2004 - Tommy Vee Selections Vol. 2
- 2005 - Tommy Vee Presents Houseterity
- 2005 - First!

### Singoli
- 1998 - "Laguna" e.p.
- 1998 - "activate" Moltosugo
- 2000 - "aadizookanag"
- 2000 - "mind the tools" e.p.
- 2003 - "dove" feat. Moony
- 2004 - "stay" (rifacimento della traccia "La Serenissima" di Rondò Veneziano)
- 2005 - "Anthouse (Don't Be Blind)"
- 2005 - "hit that dancefloor" feat. Master Freez
- 2007 - "old skool generation" with Roy Malone
- 2007 - "serenade" with The Scumfrog
- 2009 - "lemonade" with Roy Malone vs. Planet Funk
- 2010 - "Bang Bang" feat. Mr. V
- 2011 - "press play" feat. Mr. V
- 2012 - "reach me (deerundero)"
- 2013 - "it's not me" with Marco Lys
- 2014 - "this time"
- 2014 - "el tromba"
- 2014 - "life goes on" feat. Danny Losito & Kareem Shabazz
- 2015 - "inside the groove" feat. Marc Evans
- 2017 - "in my house" feat. Mr. V
- 2019 - "teach me" feat. Lunar
- 2019 - "I want it" with Tr-Meet feat. D-Lo
- 2019 - "gipsy" Plaster Hands
- 2019 - "Who dares to believe" Marco Lys & Plaster Hands
- 2023 - "Dance Now!"

## Videografia

### Video musicali
| Anno | Titolo                                                                          | Regista/i                                    |
| ---- | ------------------------------------------------------------------------------- | -------------------------------------------- |
| 2005 | De Fact (come T&F vs. Moltosugo, feat. Moony)                                   |                                              |
| 2005 | Anthouse (Don't Be Blind)                                                       |                                              |
| 2005 | Hit That Dancefloor (feat. Master Freeze)                                       | Stefano Bertelli, Gaetano Morbioli           |
| 2006 | Lovely (feat. Andrea T. Mendoza)                                                | Artea Film                                   |
| 2007 | Over & Over (vs. Diego Broggio)                                                 | Paolo Gorgi, Stefano Volpato                 |
| 2007 | Serenade (vs. Scumfrog)                                                         | Paolo Gorgi, Stefano Volpato                 |
| 2010 | Bang Bang (feat. Mr. V)                                                         | Roberto "Saku" Cinardi, Davide Tappero Merlo |
| 2011 | Press Play (feat. Mr. V e Miss Patty)                                           | Paolo Gorgi                                  |
| 2012 | Tell Me WAF (con Nicola Fasano, Steve Forest e Luca Guerrieri, feat. Mat Twice) |                                              |
| 2014 | This Time (con Mario Ferrucci present Keller)                                   | Davide Fiore                                 |
| 2018 | Teach Me (feat. Lunar)                                                          | Luca Dimoon                                  |

## Trasmissioni televisive
- 2004 - Grande Fratello (quarta edizione) (Canale 5) - concorrente
- 2006 - Bar Wars (Sky Vivo, con Federica Fontana)
- 2007-2008 - Talent1 (Italia 1, con Ciccio Valenti e Laura Forgia)
- 2007-2008 - Talent1 Night, la notte dei talenti (Italia 1, con Ciccio Valenti e Laura Forgia)
- 2009 - The Look of the Year (Italia 1, con Cristina Chiabotto)
- 2010 - Saturday Night Live from Milano (Italia 1)
- 2016 - TOP DJ (Italia 1)